# Heerlijkheid Rixingen

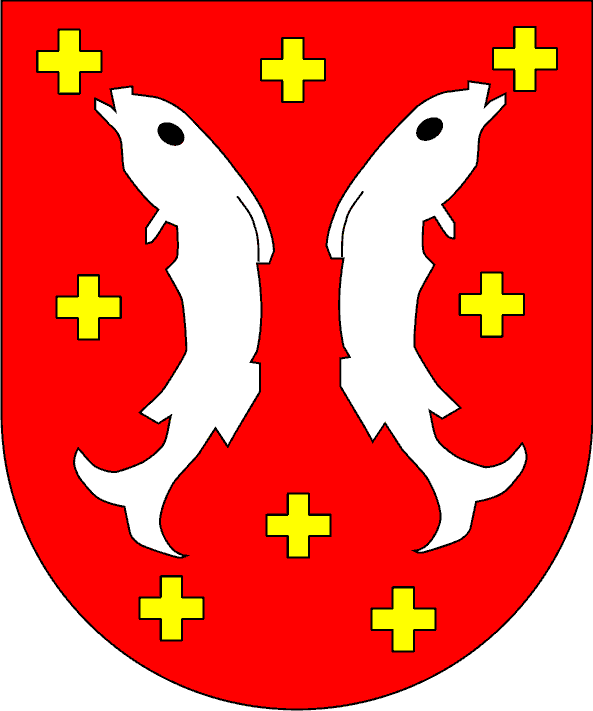
Rixingen

Rixingen was een tot de Boven-Rijnse Kreits behorende heerlijkheid binnen het Heilige Roomse Rijk.
Rixingen ligt in het Franse Lotharingen en heet nu Réchicourt-le-Château.
Rixingen behoorde in de dertiende eeuw aan een zijtak van de landgraven in de Neder-Elzas uit het huis Werd.
Na het uitsterven van de heren van Rixingen in 1345 komt het aan Friedman van Leiningen, die daardoor de stamvader wordt van de tak Leiningen-Rixingen. In 1479 wordt de heerlijkheid verdeeld onder twee takken. 
Als de oudste tak in 1507 uitsterft vererft dat deel via twee dochters: Elizabeth (gehuwd met  Emich van Daun-Oberstein) en Walburga (gehuwd met Johan van Hohenfels-Reipoltskirchen). 
Het aandeel van Daun-Oberstein gaat in 1512/74 via de graven van Zweibrücken-Bitsch over aan Leiningen-Westerburg (1577).
Het aandeel van Hohenfels-Reipoltskirchen gaat in 1602 ook over aan Leiningen-Westerburg, zodat het erfdeel van 1507 weer herenigd is.
Leiningen-Westerburg deelt zich in 1622 in drie takken:
- Leiningen, uitgestorven in 1635
- Rixingen, uitgestorven in 1705
- Oberbronn, uitgestorven in 1665.

In 1669 wordt Rixingen door de graaf verkocht.